# Ménil-la-Horgne
 Ménil-la-Horgne  es una población y comuna francesa, en la región de Lorena, departamento de Mosa, en el distrito de Commercy y cantón de Void-Vacon.

## Demografía
| 173 | 176 | 126 | 146 | 126 | 133 |
| Para los censos de 1962 a 1999 la población legal corresponde a la población sin duplicidades (Fuente: INSEE [Consultar]) |     |     |     |     |     |